# Акдала (Талгарський район)
Акдала́ (каз. Ақдала) — село у складі Талгарського району Алматинської області Казахстану. Входить до складу Кендалинського сільського округу.
Населення — 1705 осіб (2021; 533 у 2009, 499 у 1999, 394 у 1989).

## Клімат
Село знаходиться у зоні, котра характеризується вологим континентальним кліматом з теплим літом. Найтепліший місяць — липень із середньою температурою 16.1 °C (61 °F). Найхолодніший місяць — січень, із середньою температурою -8.9 °С (16 °F).
| Клімат Акдали           | Клімат Акдали | Клімат Акдали | Клімат Акдали | Клімат Акдали | Клімат Акдали | Клімат Акдали | Клімат Акдали | Клімат Акдали | Клімат Акдали | Клімат Акдали | Клімат Акдали | Клімат Акдали | Клімат Акдали |
| Показник                | Січ.          | Лют.          | Бер.          | Квіт.         | Трав.         | Черв.         | Лип.          | Серп.         | Вер.          | Жовт.         | Лист.         | Груд.         | Рік           |
| Середній максимум, °C   | −5            | −3,9          | 0             | 8,3           | 13,3          | 18,3          | 21,1          | 20,6          | 17,8          | 10,6          | 3,9           | −2,8          | 8,5           |
| Середня температура, °C | −8,9          | −7,8          | −3,9          | 3,3           | 8,9           | 13,9          | 16,1          | 15,6          | 12,8          | 5,6           | 0             | −6,7          | 4,1           |
| Середній мінімум, °C    | −13,3         | −11,7         | −7,2          | −1,1          | 3,9           | 8,9           | 11,7          | 11,1          | 7,8           | 1,1           | −3,9          | −10           | −0,2          |
| Норма опадів, мм        | 31            | 24            | 29            | 36            | 68            | 25            | 15            | 10            | 78            | 31            | 17            | 29            | 393           |
| ----------------------- | ------------- | ------------- | ------------- | ------------- | ------------- | ------------- | ------------- | ------------- | ------------- | ------------- | ------------- | ------------- | ------------- |
| Джерело: Weatherbase    |               |               |               |               |               |               |               |               |               |               |               |               |               |